# Maciel (calciatore 2000)
Lucas Maciel Felix, meglio noto come Maciel (Rio de Janeiro, 18 gennaio 2000), è un calciatore brasiliano, centrocampista dell'Amazonas.

## Carriera
Cresciuto calcisticamente nelle giovanili del Botafogo, nel gennaio del 2020 si trasferisce ai N.E. Revolution, dove inizialmente viene aggregato alla rosa della seconda squadra. Nel 2021 firma il suo primo contratto da professionista con i N.E. Revolution. Debutta in MLS il 2 maggio successivo nell'incontro vinto per 2-1 contro l'Atlanta United.

## Statistiche

### Presenze e reti nei club
Statistiche aggiornate al 22 maggio 2022.
| Stagione        | Squadra            | Campionato      | Campionato | Campionato | Coppe nazionali | Coppe nazionali | Coppe nazionali | Coppe continentali | Coppe continentali | Coppe continentali | Altre coppe | Altre coppe | Altre coppe | Totale | Totale |
| Stagione        | Squadra            | Comp            | Pres       | Reti       | Comp            | Pres            | Reti            | Comp               | Pres               | Reti               | Comp        | Pres        | Reti        | Pres   | Reti   |
| --------------- | ------------------ | --------------- | ---------- | ---------- | --------------- | --------------- | --------------- | ------------------ | ------------------ | ------------------ | ----------- | ----------- | ----------- | ------ | ------ |
| 2020            | N.E. Revolution II | USL1            | 16         | 0          |                 | -               | -               |                    | -                  | -                  |             | -           | -           | 16     | 0      |
| 2021            | N.E. Revolution II | USL1            | 4          | 0          |                 | -               | -               |                    | -                  | -                  |             | -           | -           | 4      | 0      |
| 2021            | N.E. Revolution    | MLS             | 19+1       | 0          |                 | -               | -               |                    | -                  | -                  |             | -           | -           | 20     | 0      |
| 2022            | N.E. Revolution    | MLS             | 6          | 0          | USOC            | 1               | 0               | CCL                | 0                  | 0                  |             | -           | -           | 7      | 0      |
| Totale carriera | Totale carriera    | Totale carriera | 46         | 0          |                 | 1               | 0               |                    | 0                  | 0                  |             | -           | -           | 47     | 0      |

## Palmarès

### Competizioni statali
- Campionato Amazonense: 1

Amazonas: 2025